# Martin Macík Jr.
Martin Macík (Benešov, 23 aprile 1989) è un pilota di rally ceco, specializzato nei rally raid, vincitore del Rally Dakar nella categoria camion nel 2024 e 2025.

## Carriera
Martin Macík è un pilota di rally ceco, specialista nei rally di camion a lunga percorrenza, in particolare nel Rally Dakar, al quale ha partecipato per la prima volta nel 2013 come navigatore, successivamente ha iniziato a partecipare come pilota.
Insieme a suo padre Martin Macík senior, nel 2019 fondano MM Technology. L'azienda prepara camion da corsa non solo per la sua squadra, ma anche per altri top driver in tutta Europa. Nel 2024 ha vinto nella categoria camion, come primo concorrente della Repubblica Ceca in ventitré edizioni fin qui disputate. Si conferma nel 2025, edizione in cui vince cinque tappe.

## Risultati

### Rally Dakar
| Anno | Classe | Scuderia         | Vettura         | Pos. | TV |
| ---- | ------ | ---------------- | --------------- | ---- | -- |
| 2013 | Camion | KM Racing        | LIAZ 111.154    | 18º  | 0  |
| 2014 | Camion | KM Racing        | LIAZ 111.154    | 13°  | 0  |
| 2015 | Camion | KM Racing        | LIAZ 111.154    | Rit  | 0  |
| 2016 | Camion | KM Racing        | LIAZ 111.154    | 19°  | 0  |
| 2017 | Camion | Big Shock Racing | LIAZ 111.154    | 10º  | 0  |
| 2018 | Camion | Big Shock Racing | LIAZ 111.154    | 5°   | 0  |
| 2019 | Camion | Big Shock Racing | LIAZ 111.154    | 18º  | 0  |
| 2020 | Camion | Big Shock Racing | Iveco Powerstar | 5º   | 0  |
| 2021 | Camion | Big Shock Racing | Iveco Powerstar | 4º   | 3  |
| 2022 | Camion | Big Shock Racing | Iveco Powerstar | 7º   | 0  |
| 2023 | Camion | MM Technology    | Iveco Powerstar | 2º   | 5  |
| 2024 | Camion | MM Technology    | Iveco Powerstar | 1º   | 3  |
| 2025 | Camion | MM Technology    | Iveco Powerstar | 1º   | 5  |

## Palmarès
- 2 Rally Dakar: 2024 e 2025
- 1 Hungarian Baja: 2014
- 3 Baja Drawsko: 2015, 2016, 2020
- 4 Baja Poland: 2015, 2017, 2018, 2019
- 4 Baja Aragon: 2017, 2019, 2021, 2024
- 1 El Chott Rally Tunisia: 2017
- 3 Rally del Marocco: 2018, 2022, 2024